# Fulgencio Obelmejias
Fulgencio Obelmejias (* 1. Januar 1953 in San Jose de Rio Chico, Venezuela) ist ein ehemaliger venezolanischer Boxer. Er war Weltmeister der Berufsboxer der WBA im Super-Mittelgewicht.

## Werdegang

### Amateurlaufbahn
Fulgencio Obelmejias begann als Jugendlicher mit dem Boxen. Er entwickelte sich dabei schnell zu einem hervorragenden Kämpfer, der als Erwachsener bei einer Größe von 1,84 Metern im Mittelgewicht, der Gewichtsklasse bis 75 kg Körpergewicht, kämpfte. Er boxte in der Normalauslage (Linksausleger).
Im internationalen Boxring trat er 1974 erstmals in Erscheinung, als er bei den Central American & Caribbean Championships in Caracas im Mittelgewicht erst im Finale gegen Alejandro Montoya aus Kuba nach Punkten unterlag. 1975 besiegte er im Endkampf der gleichen Meisterschaft in Guatemala-Stadt den Kubaner Carlos García nach Punkten und gewann damit diesen Titel. Es war ein bemerkenswerter Erfolg, denn Siege über kubanische Boxer waren seinerzeit eine Seltenheit. 
Im Jahre 1976 nahm Fulgencio Obelmejias für Venezuela an den Olympischen Spielen in Montreal teil. Er hatte allerdings das Pech, gleich in seinem ersten Kampf in der Runde der letzten 32 auf einen weiteren Kubaner, Luis Felipe Martínez, zu treffen, gegen den er nach Punkten verlor und damit zusammen mit allen Verlierern seiner Runde nur den 17. Platz belegte.

### Internationale Erfolge als Amateur
| Jahr | Platz | Wettbewerb                                                    | Gewichtsklasse |                                                                                         |
| 1974 | 2.    | Central American & Caribbean Championships in Caracas         | Mittel         | nach einer Punktniederlage im Finale gegen Alejandro Montoya, Kuba                      |
| 1975 | 2.    | Golden-Belt-Turnier in Bukarest                               | Mittel         | nach einer Punktniederlage im Finale gegen Alejandro Montoya                            |
| 1975 | 1.    | Central American & Caribbean Championships in Guatemala-Stadt | Mittel         | mit einem Punktsieg über Carlos García, Kuba                                            |
| 1976 | 17.   | OS in Montreal                                                | Mittel         | nach einer Punktniederlage in der Runde der letzten 32 gegen Luis Felipe Martínez, Kuba |

### Profilaufbahn
Fulgencio Obelmejias, Spitzname Fully Obel, begann seine Profilaufbahn am 30. Januar 1977 in Caracas mit einem technischen K.-o.-Sieg in der 1. Runde über seinen Landsmann Franklin Suzarra. Den gleichen Boxer besiegte er auch in der Revanche am 3. April 1977 in Caracas wiederum durch technisches K. o. in der 2. Runde.
Anschließend folgten sechs kurzrundige Siege in Mexiko und in den Vereinigten Staaten über weniger bekannte Aufbaugegner. Danach boxte er 1978 sechsmal in Folge in Caracas und erkämpfte sich mit sechs schnellen K.-o.- bzw. technischen K.-o.-Siegen (unter anderem besiegte er in dieser Zeit Johnny Heard und Ken Blackwell) das Herausforderungsrecht für einen Titelkampf um den WBC-FECARBOX-Mittelgewichts-Titel gegen Carlos Marks. Dieser Kampf fand am 17. Dezember 1978 in Culiacan, Mexiko, statt und wurde von Fulgencio Obelmejias durch technisches K. o. 9. Runde gewonnen.
Danach setzte er seine Siegesserie fort. Er gewann in Caracas weitere sechs Kämpfe schnellrundig durch K. o. oder technisches K. o. Dann traf er am 3. März 1980 auf den ehemaligen WBC-Weltmeister im Junior-Mittelgewicht Elisha Obed, den er aber ebenfalls durch K. o. in der 3. Runde besiegte. Mit weiteren Siegen in acht Kämpfen erkämpfte sich Fulgencio Obelmejias dann das Recht auf einen Titelkampf um die Weltmeisterschaft gegen den Titelträger Marvin Hagler. Auf dem Weg dazu schlug er u. a. Lamont Lovelady am 26. Mai 1980 in Caracas und Felton Marshall am 19. August 1980 nach Punkten. Er kämpfte auch erstmals  als Profi in Europa und schlug dabei am 10. September 1980 in Sanremo Fred Johnson und am 10. September 1980 in Rom Leroy Green Jr., jeweils durch K. o. in der 3. Runde.
Der Weltmeisterschaftskampf gegen „Marvellous“ Marvin Hagler, bei dem es um den WBC-Mittelgewichts-Titel und um den WBA-Weltmeisterschafts-Titel im Mittelgewicht ging, fand am 17. Januar 1981 in Boston statt. Hagler erwies sich dabei doch als eine Nummer zu groß für Obelmejias und siegte in diesem Kampf durch techn. KO in der 8. Runde. Vor dem Kampf gegen Hagler war Obelmejias in 30 Kämpfen ungeschlagen geblieben und hatte dabei 28 K.-o.- bzw. technische K.-o.-Siege erzielt.
Nach dieser Niederlage gewann er dann in Caracas, Barquisimeto und Porlamar auch die nächsten acht Kämpfe, alle durch K. o. oder technisches K. o. Er besiegte dabei am 6. Oktober 1981 den ehemaligen WBA-Weltmeister im Junior-Mittelgewicht Eddie Gazo und am 7. November 1981 den Südkoreaner Park Chong-pal. Auch Reyes Escalera am 14. Juni 1982 und Willie Torres am 9. August 1982 mussten seine Überlegenheit anerkennen und verloren kurzrundig.
Am 30. Oktober 1982 kam es in Sanremo, Italien, zum Revanchekampf zwischen Fulgencio Obelmejias und Marvin Hagler. Es ging wiederum um die gleichen Titel wie schon im Vorkampf. Hagler erwies sich auch diesmal als der Stärkere und gewann diesen Kampf durch technisches K. o. in der 5. Runde.
Obelmejias gefiel es in Italien so gut, dass er die nächsten Jahre in diesem Lande verblieb und vorerst in den nächsten Jahren nur mehr in Italien und Monaco boxte. Er gewann seine nächsten acht Kämpfe in Folge, musste dabei aber in den Kämpfen gegen Jeff Lampkin, Jerry Celestine, Arthel Lawhorne, Cesar Abel Romero und Eric Winbush über die volle Rundenzahl gehen. Eine Punktniederlage musste er am 21. Juli 1985 in Italien im Kampf gegen Clarence Osby hinnehmen. Er verlor diesen Kampf über acht Runden nach Punkten.
Am 30. Mai 1986 kämpfte er erstmals wieder in Venezuela. Er besiegte dabei in Porlamar im Kampf um die WBA Fedelatin Halbschwergewichts-Meisterschaft Tomas Polo-Ruiz und war damit Profimeister der Karibik. Er verlor diesen Meistertitel allerdings schon in seinem nächsten Kampf am 16. November 1986 in Port of Spain auf Trinidad und Tobago gegen den künftigen Weltmeister Leslie Stewart durch K. o. in der 4. Runde. Das war seine erste K.-o.-Niederlage.
Am 18. Juni 1987 boxte Fulgencio Obelmejias erstmals in New York und besiegte dort im Felt Forum im Halbschwergewicht Chris Reid durch K. o. in der 10. Runde. Er wechselte danach in das Super-Mittelgewicht und traf in Suanbo, Südkorea, auf Park Chong-pal, den er 1981 bereits einmal besiegt hatte. Es ging in diesem Kampf um den WBA-Weltmeistertitel im Super-Mittelgewicht und Obelmejias gewann nach 12 Runden einstimmig nach Punkten. Er war damit Weltmeister bei den Profis geworden. Ein gutes Jahr später, am 28. Mai 1989, trat er in Yeosu, Südkorea, gegen Baek In-chul zu seiner ersten Titelverteidigung an. Fulgencio Obelmejias verlor dabei in der 11. Runde durch technisches K. o. und verlor damit auch seinen Titel.
Nach dieser Niederlage bestritt er nur mehr drei Kämpfe, die er alle gewann. Seinen letzten Kampf bestritt er am 15. Dezember 1992 in Caracas und siegte dabei über Eduardo Rodriguez nach Punkten.
Danach trat er im Alter von fast 40 Jahren zurück. Von 57 Kämpfen als Profiboxer hatte er 52 Kämpfe gewonnen.

### Meisterschaftskämpfe als Profiboxer
| Datum      | Ort/Land            | Titel                                                      | Ergebnis                                                                |
| 17. 12. 78 | Mexiko              | WBC Fecarbox Mittelgewichtstitel                           | techn. K.-o.-Sieg i. d. 9. Runde über Carlos Marks, Trinidad & Tobago   |
| 17. 1. 81  | Boston/Mass.        | WBC-Mittelgewichts-Titel u. WBA-World-Mittelgewichts-Titel | techn. K.-o.-Niederlage i. d. 8. Runde gegen Marvin Hagler, USA         |
| 30. 10. 82 | Sanremo, Italien    | wie am 17.1.81                                             | techn. K.-o.-Niederlage i. d. 5. Runde gegen Marvin Hagler              |
| 30. 5. 86  | Porlamar, Venezuela | WBA-Fedelatin-Halbschwergewichts-Titel                     | Punktsieg über Tomas Polo-Ruiz, Kolumbien                               |
| 16. 11. 86 | Port of Spain       | wie 30. 5. 86                                              | K.-o.-Niederlage i. d. 4. Runde gegen Leslie Stewart, Trinidad & Tobago |
| 23. 5. 89  | Suanbo, Südkorea    | WBA-World-Super-Mittelgewichts-Titel                       | Punktsieg über Park Chong-pal, Südkorea                                 |
| 28. 5. 89  | Yeosu, Südkorea     | wie 23. 5. 89                                              | techn. K.-o.-Niederlage i. d. 11. Runde gegen Baek In-chul, Südkorea    |

Anm.: WBA = World Boxing Association, WBC = World Boxing Council, IBF = International Boxing Federation, FECARBOX = Federation Centroamerican de Boxeo Professional